# Donau zwischen Straubing und Vilshofen
Donau zwischen Straubing und Vilshofen este o arie protejată (arie de protecție specială avifaunistică — SPA) din Germania întinsă pe o suprafață de 6.914,13 ha, integral pe uscat.

## Localizare
Centrul sitului Donau zwischen Straubing und Vilshofen este situat la coordonatele 48°51′37″N 12°44′51″E / 48.8603°N 12.7475°E.

## Înființare
Situl Donau zwischen Straubing und Vilshofen a fost declarat arie de protecție specială avifaunistică în septembrie 2006 pentru a proteja 41 de specii de animale.

## Biodiversitate
Situată în ecoregiunea continentală, aria protejată nu include niciun habitat protejat.
La baza desemnării sitului se află mai multe specii protejate de  păsări (41): lăcar-de-rogoz (Acrocephalus schoenobaenus), lăcar-de-lac (Acrocephalus scirpaceus), fluierar de munte (Actitis hypoleucos), pescăruș albastru (Alcedo atthis), rață mică (Anas crecca crecca), rață cârâitoare (Anas querquedula), Anas strepera strepera, Ardea cinerea cinerea, Charadrius dubius curonicus, barză albă (Ciconia ciconia ciconia), barză neagră (Ciconia nigra), erete de stuf (Circus aeruginosus), erete vânăt (Circus cyaneus), erete cenușiu (Circus pygargus), cristeiul de câmp (Crex crex), ciocănitoarea de stejar (Dendrocopos medius), ciocănitoare neagră (Dryocopus martius), egretă albă (Egretta alba), egretă mică (Egretta garzetta), șoimul rândunelelor (Falco subbuteo), muscar-gulerat (Ficedula albicollis), becațină comună (Gallinago gallinago), ciuvică (Glaucidium passerinum), codalb (Haliaeetus albicilla), sfrâncioc roșiatic (Lanius collurio), pescăruș-cu-cap-negru (Larus melanocephalus), Limosa limosa limosa, Luscinia svecica cyanecula, Mergus merganser merganser, gaia neagră (Milvus migrans), gaia roșie (Milvus milvus), codobatura galbenă (Motacilla flava), Numenius arquata arquata, vultur pescar (Pandion haliaetus), viespar (Pernis apivorus), ciocănitoare verzuie (Picus canus), ploier auriu (Pluvialis apricaria), cresteț pestriț (Porzana porzana), mărăcinar (Saxicola rubetra), silvie de câmp (Sylvia communis), nagâț (Vanellus vanellus).